# Proosdij (gebouw)
Een proosdij is de ambtswoning van een proost of het gebouw waarin de administratie van een proosdij of kapittel zetelt.
In België en Zuid-Nederland bestaan sinds de secularisatie in de Franse tijd geen proosdijen meer. Zo kregen de eens machtige proosdijen van Sint-Salvator in Brugge en Sint-Servaas in Maastricht rond 1800 een nieuwe functie. De proosdij van Meerssen maakte plaats voor het Proosdijpark.
In Noord-nederland waren de proosdijen al eerder opgeheven. Een restant van de proosdij van Deventer herinnert aan de tijd van proosten en kapittels vóór de Reformatie.
In België en Nederland bestaan nog enkele kathedrale kapittels, zoals het Sint-Baafskapittel in Gent, het Onze-Lieve-Vrouwkapittel in Antwerpen, het Sint-Romboutskapittel in Mechelen en het kathedrale kapittel van Roermond, maar deze zijn altijd aan een bisdom verbonden en de proosdij is in al deze gevallen gevestigd in het bisschoppelijk paleis.

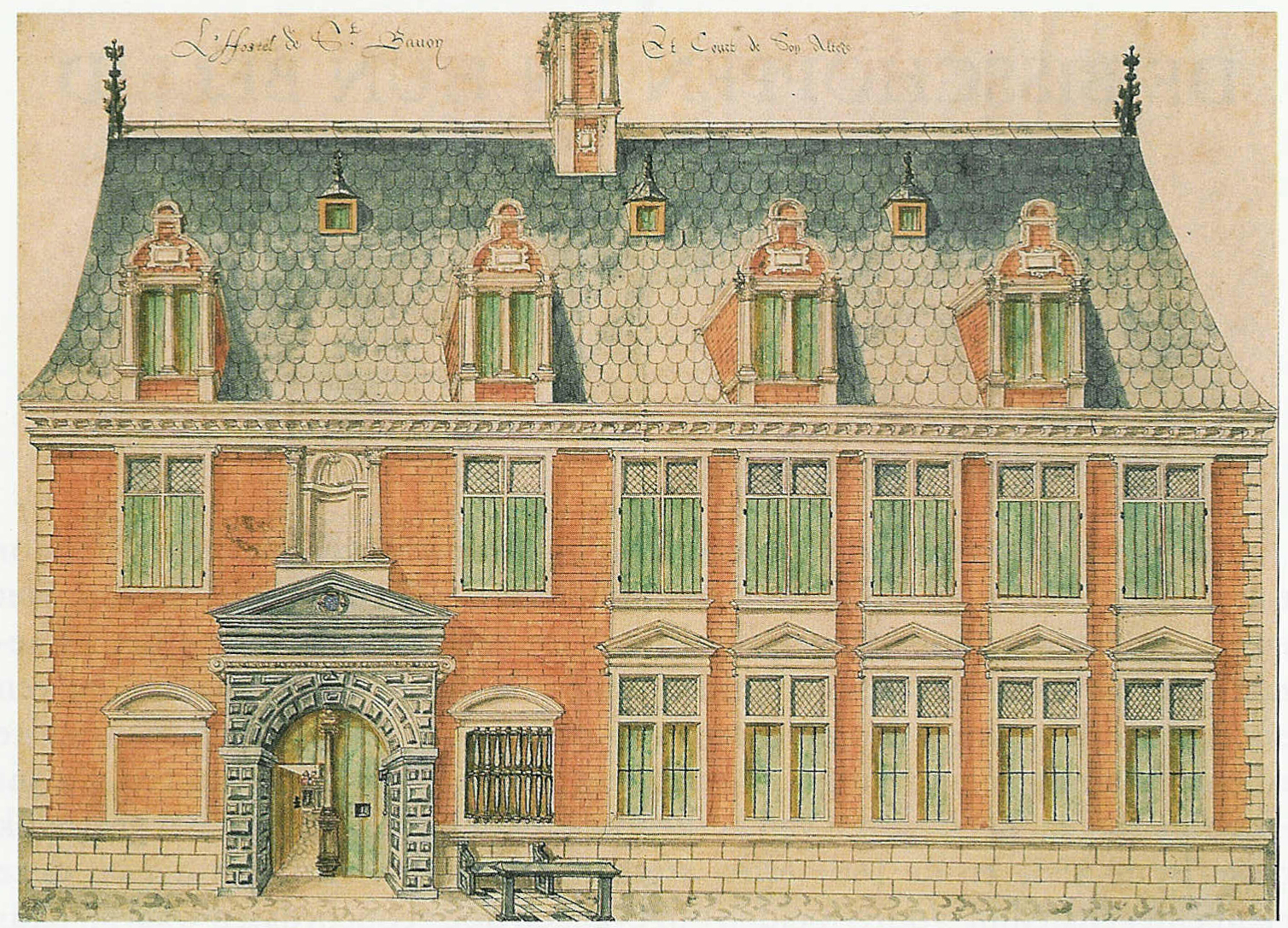
Hof van Sint-Baafs, Gent
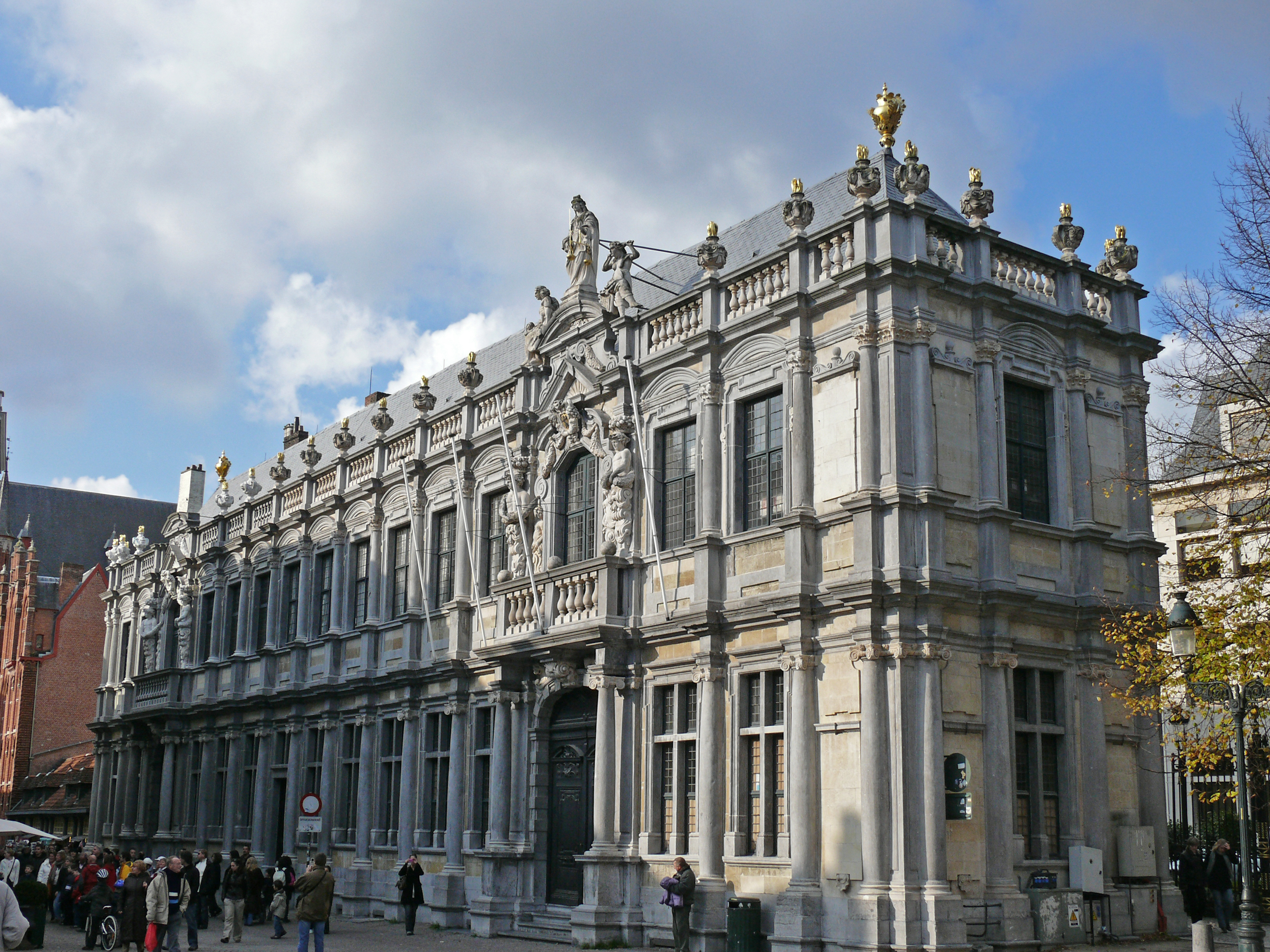
Proosdij Brugge
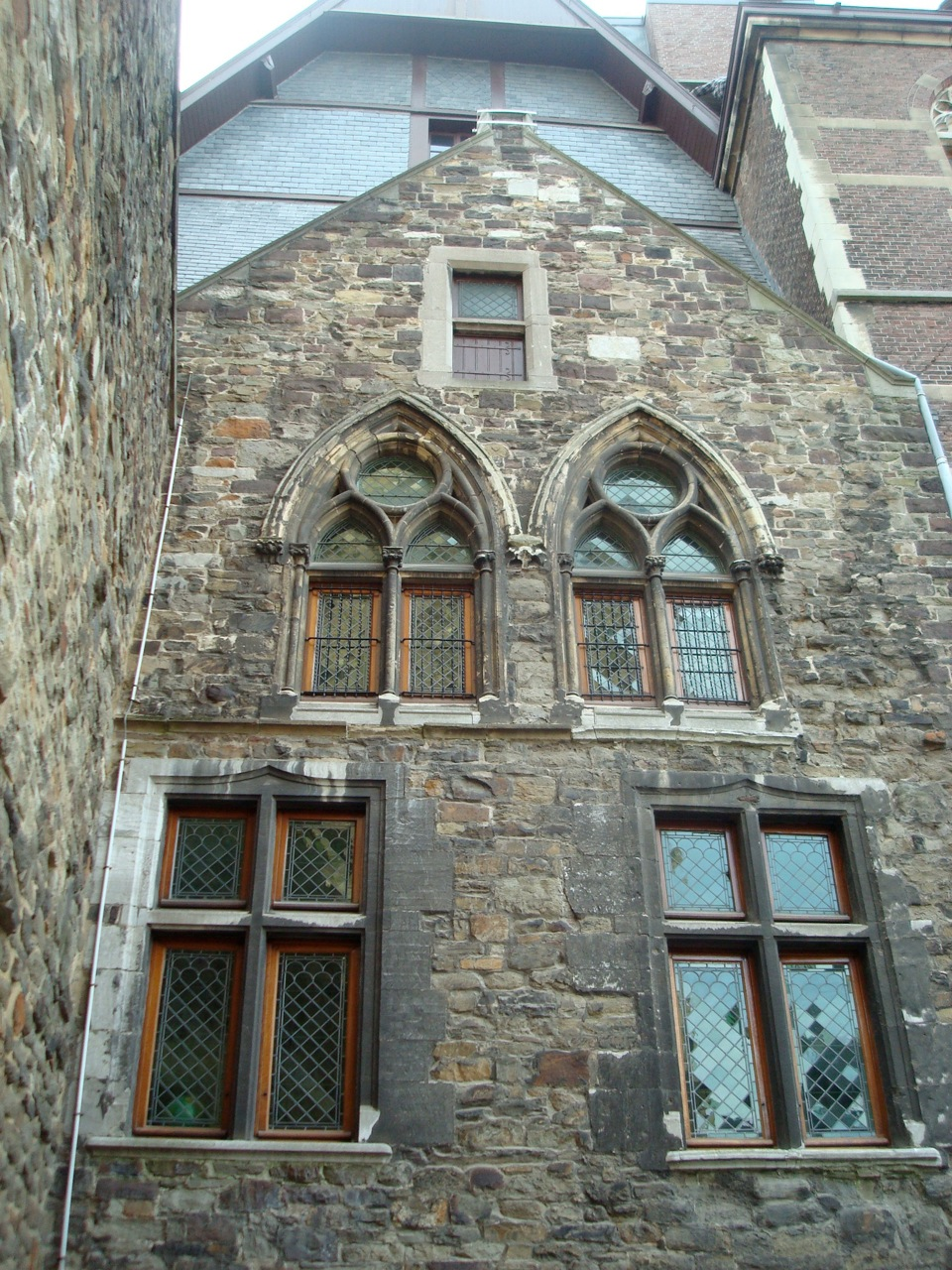
Proosdij Maastricht
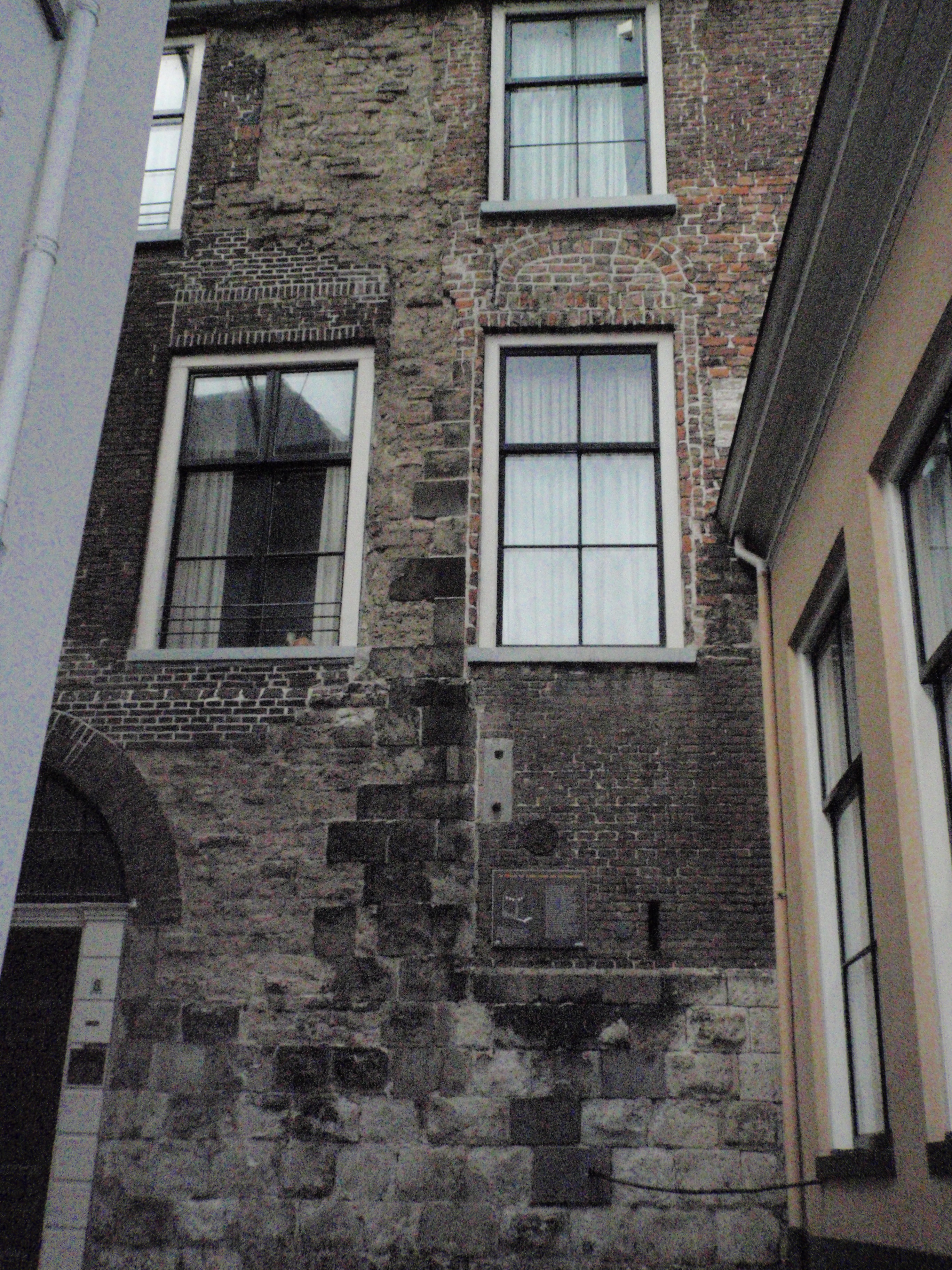
Proosdij Deventer